# 岡村真
岡村 真（おかむら まな、2005年5月28日 - ）は、日本の体操競技選手。三重県津市出身。

## 経歴
小学校3年生の夏から、相好体操クラブ津教室で本格的に競技を始める。津市立南立誠小学校、津市立橋北中学校を経て、2024年3月に暁高等学校を卒業。同年4月より四日市大学に在学中。
2023年に中国杭州市で開催された2022年アジア競技大会体操競技において、団体総合と個人総合で銀メダル、種目別平均台で金メダルを獲得した。
アジア競技大会での女子種目別平均台金メダルは日本史上初、女子個人総合銀メダルは日本歴代最高である。
ドイツコトブスで開催された2023年FIG体操ワールドカップの種目別平均台で金メダルを獲得した。
2024年にエジプト/カイロで開催されたFIG体操ワールドカップの種目別ゆかで金メダル、平均台で銅メダルを獲得した。同年4月の全日本選手権と5月のNHK杯でともに3位入賞を果たし、自身初となるパリオリンピック代表内定を勝ち取った。
2024年パリオリンピックの体操競技の女子団体では予選を5位で通過し、決勝では合計得点159.463で8位となった。
2025年にトルコ/アンタルヤで開催されたFIG体操ワールドカップの平均台で準優勝を獲得。また同大会の段違い平行棒にて世界初となる新技「オカムラ」（大逆手後ろ振り半ひねり後方屈伸2回宙返り下り）を披露しFIGによりD難度として認定され、彼女の名前が付けられました。

## 国内成績
2025年（大2）　世界選手権日本代表（ジャカルタ/インドネシア）
・NHK杯　個人総合３位
2024年（大1）　パリオリンピック日本代表
・NHK杯　個人総合３位
・全日本シニア大会　平均台優勝
2023年（高3）　アジア大会日本代表（杭州/中国）
- 全日本ジュニア体操競技選手権大会　平均台優勝　団体3位
- インターハイ　段違い平行棒2位　ゆか3位　団体3位

2022年（高2）　ナショナル強化選手
- 全国高校選抜　個人総合優勝　段違い平行棒優勝　平均台3位　ゆか2位
- インターハイ　個人総合3位　段違い平行棒3位　ゆか2位

2021年（高1）
- 全日本ジュニア体操競技選手権大会　平均台2位　ゆか3位
- インターハイ　ゆか3位　団体3位

2019年（中2）
- 全国中学校体操競技選手権大会　個人総合2位　段違い平行棒2位　平均台優勝

2017年（小6）
- 全国ブロック選抜U12体操競技選手権大会　跳馬優勝

## 海外での評価と認知の概要
岡村真選手は、特に2023年杭州アジア競技大会での平均台金メダル（日本女子初）や個人総合銀メダル（日本女子歴代最高成績）、2025年種目別ワールドカップトルコ大会での新技「オカムラ」成功により、国際的な注目を集めています。彼女の演技は、技術的な正確さ、美しい表現力、平均台での安定感で高く評価されており、国際体操連盟（FIG）や海外メディア、ファンからも称賛されています。
- 技術面：
  - 平均台：海外では「エレガントかつ正確」と評され、杭州アジア大会での金メダルは「日本の新星の証明」と報じられました。特に、難しい技を安定して決める能力が、FIGの公式レビューや海外解説者から高評価を受けています。
  - 新技「オカムラ」：2025年3月のワールドカップトルコ大会で披露した段違い平行棒の新技（大逆手後ろ振り半ひねり後方屈伸2回宙返り下り）は、FIGによりD難度として認定され、彼女の名前が付けられました。この成功は、国際的な体操コミュニティで「革新的」「創造的」と話題になり、技術面での貢献が認められています。
  - 出来栄え（Eスコア）：海外の審判やメディアは、彼女の姿勢の美しさや動きの流れるような繋がりを称賛。特に、国際的な大会での高Eスコアは「世界レベルの表現力」を示すと評価されています。
- 競技者としての評価：
  - 2024年パリ五輪での団体8位や個人総合での奮闘は、若手ながら国際舞台での精神力が評価されています。海外メディアでは「日本女子体操の未来を担う存在」と紹介されることが多いです。
  - 国際体操雑誌『International Gymnast Magazine』は、杭州大会後に岡村選手を特集し、「金メダルを逃した悔しさをパリ五輪での成功のモチベーションに変える」との発言を引用。彼女の向上心が海外でも共感を呼んでいます。
- ファンの反応：
  - 海外の体操ファン、特に欧米やアジアのSNS（RedditやXなど）では、彼女の平均台ルーティンを「芸術的」「魅惑的」と称賛する声が目立ちます。Redditの体操コミュニティでは、杭州大会の平均台優勝ルーティンが「楽しい」「感動的」と話題になりました。
  - 彼女の演技動画はYouTubeやFIG公式チャンネルで再生回数が多く、コメント欄には英語やスペイン語など多言語で「次世代のスター」との声が寄せられています。
- アジア：
  - 中国：杭州アジア大会の開催地として、岡村選手の活躍は大きく報道されました。中国の体操ファンは、彼女の平均台での勝利を「中国の強豪を抑えた驚異的なパフォーマンス」と認め、個人総合銀メダルも「歴史的」と評価。一部メディアは「日本体操の新しい顔」と紹介しました。
  - 韓国・東南アジア：韓国やフィリピンの体操コミュニティでは、彼女の若さと成長が注目され、「アジアの体操界の新星」として認知されています。特に、韓国では日本の体操強化策の成功例として彼女が引き合いに出されることも。
- 北米（アメリカ・カナダ）：
  - アメリカの体操ファンは、彼女の国際デビュー（2020年WOGA Classicで2位）からの成長を追っており、平均台や段違い平行棒での進化を評価。Xでは「Mana’s beam is a must-watch（岡村の平均台は必見）」といった投稿が見られます。
  - 『International Gymnast Magazine』などのメディアは、彼女を「パリ五輪後にシモーネ・バイルズのライバルになる可能性」と評し、注目度が高いです。
  - カナダのファンからは、彼女の表現力が「リズミカルで北米スタイルとも共鳴する」との声も。
- ヨーロッパ：
  - イギリス・フランス：パリ五輪での活躍を受け、欧州の体操メディアは岡村選手を「日本の若手エース」と紹介。フランスのスポーツ紙では、彼女の平均台が「パリの観客を魅了した」と報じられました。
  - 東欧（ルーマニアなど）：伝統的に体操強国の東欧では、彼女の技術的な正確さが「ルーマニアの黄金時代を彷彿とさせる」と一部で評価されています。
  - 2025年ワールドカップトルコ大会での新技成功は、欧州の体操コミュニティで大きく話題になり、FIGの公式SNSでも「Okamura’s innovation」と称賛されました。
- オセアニア（オーストラリアなど）：
  - オーストラリアの体操ファンは、アジア大会やワールドカップでの彼女の活躍を追い、「日本体操の層の厚さの象徴」と評価。Xでは「Mana Okamura’s beam is pure art（岡村真の平均台は純粋な芸術）」といった投稿が散見されます。
  - 認知度はアジアや北米ほどではないが、国際大会での露出増加に伴い注目度が上がっています。
- 南米（ブラジルなど）：
  - ブラジルのファンやメディアは、パリ五輪でレベッカ・アンドラーデらと競った日本チームの一員として岡村選手を認知。彼女の平均台は「ブラジルのダイナミックなスタイルとは異なる静かな美しさ」と評価されています。

海外の解説者からは、平均台と段違い平行棒以外の種目（ゆかや跳馬）での強化が期待されており、「オールラウンダーとしての進化」が注目されています。FIGや国際メディアの特集が増える中、彼女のストーリー（努力家で地元三重出身の若手）が海外ファンに響き始め、「親しみやすいスター」として人気が出る可能性が指摘されています。アジア、北米、ヨーロッパを中心に「次世代の体操スター」として認知されつつあり、特に平均台と新技での評価が高いです。アジアでは地元開催の大会での活躍が、欧米では技術力と表現力が評価の中心に国際大会での活躍で今後拡大が見込まれます。彼女の「エレガントで正確」なスタイルは、FIGや世界の体操コミュニティで「日本の新たな宝石」と呼ばれ、2028年五輪でのさらなる飛躍が期待されています。